# Tirà
|  | Per a altres significats sobre «Tirà», vegeu «Tirans». |

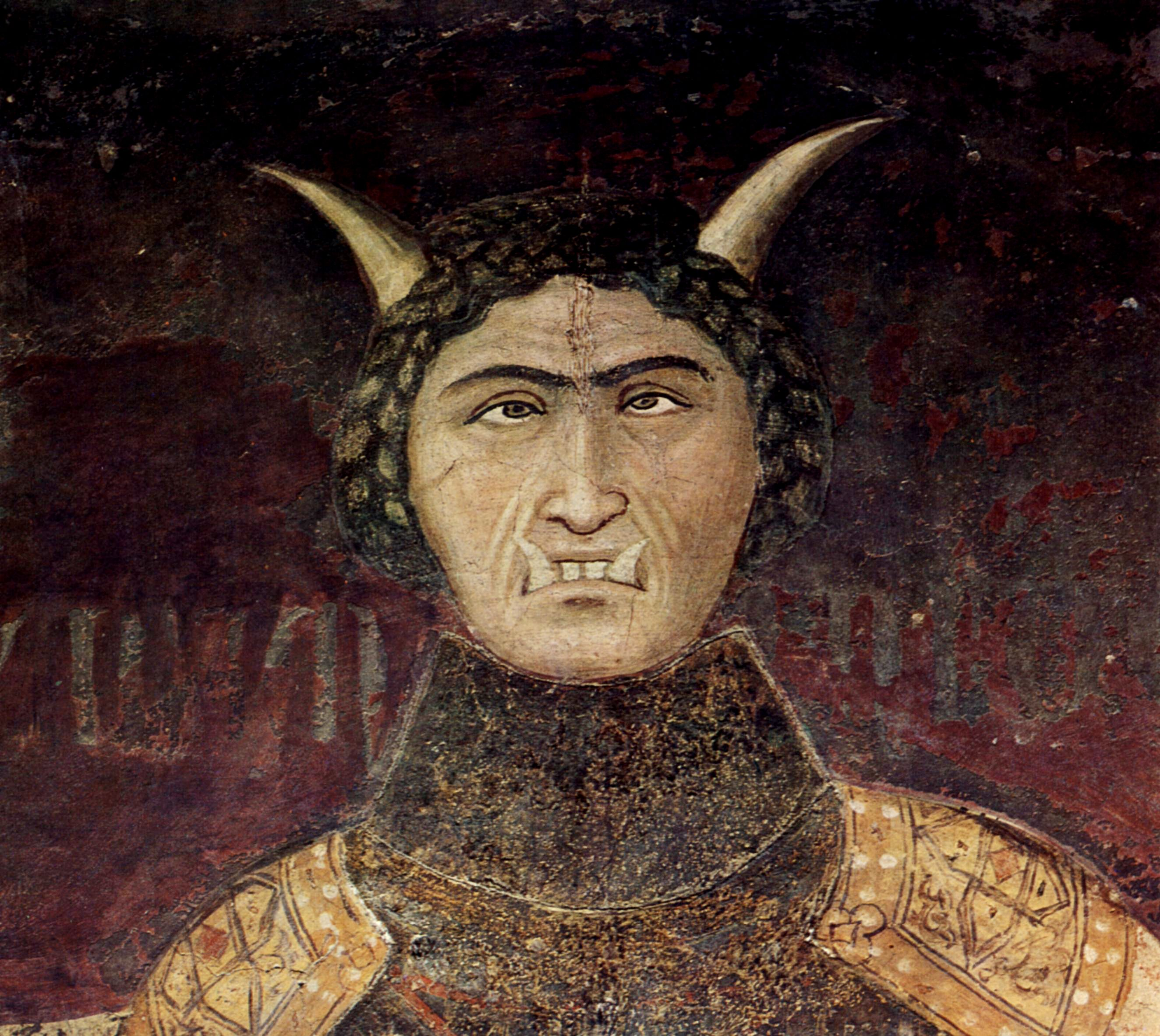
Representació d'un tirà, d'Ambrogio Lorenzetti

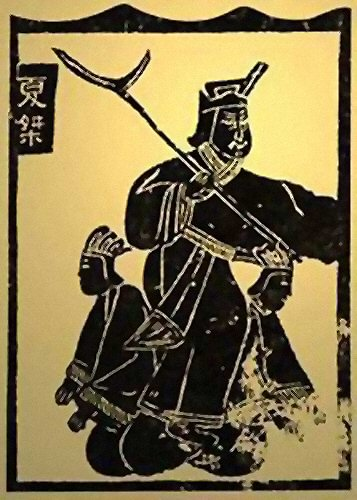
El rei Jie de Xia sosté una arma d'asta Ji, que representa l'opressió, i es situa sobre dues dames, la qual cosa simbolitza el seu abús de poder.

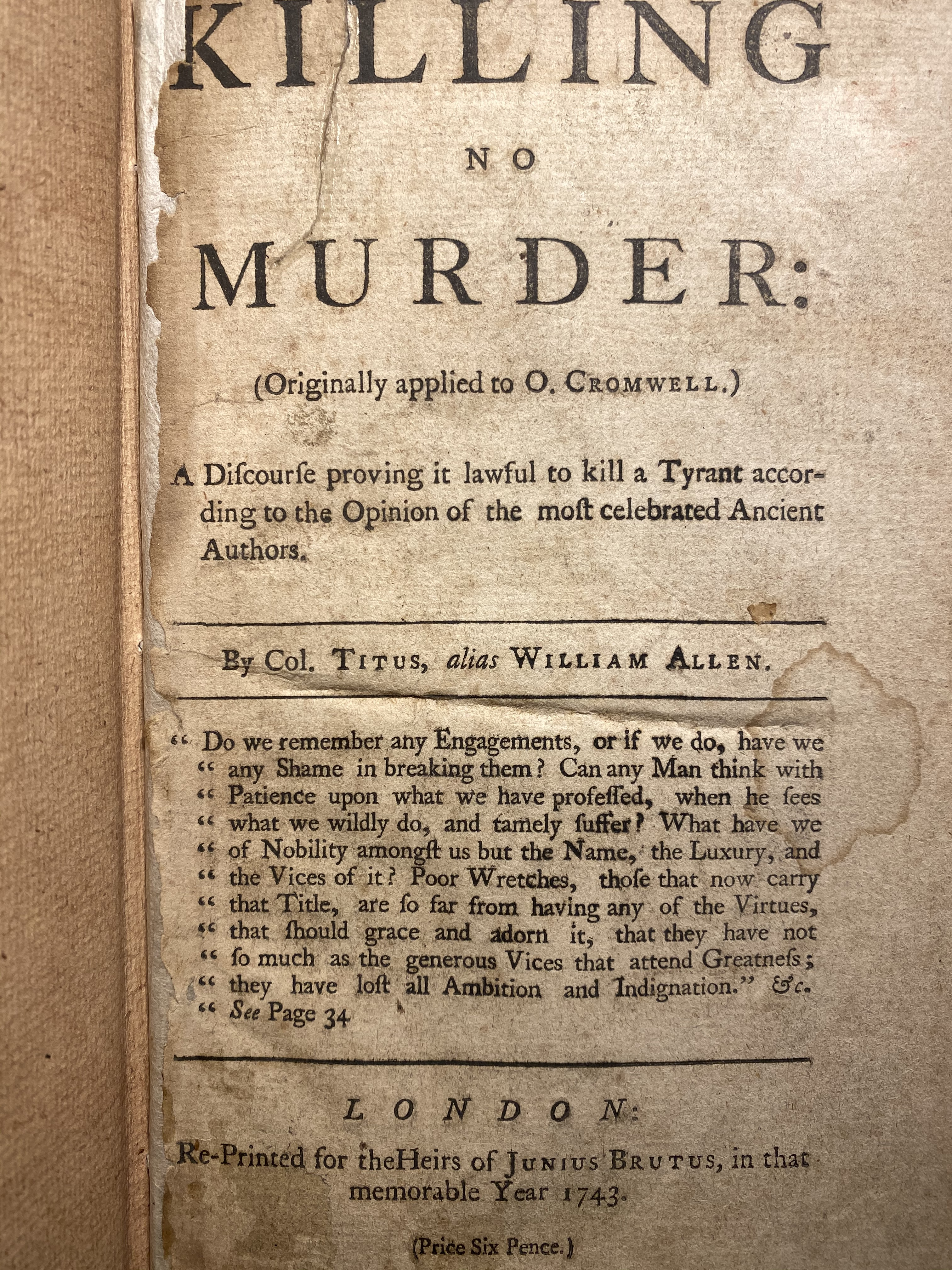
Killing No Murder, portada, reimpressió del d'un pamflet anglès del segle XVII escrit per a inspirar i fer just l'acte d'assassinar a Oliver Cromwell.

Un tirà (del llatí tyrannus, i aquest del grec τύραννος, týrannos) és un individu que té poder absolut i que no està restringit per la llei, per mitjà del poble d'un estat o una organització, o un que ha usurpat la sobirania d'un governant legítim. Sovint retratats com a cruels, els tirans poden defensar les seves posicions recorrent a tot tipus de mitjans repressius.
Tirania és la forma de govern que exerceix un tirà. En l'antiga Grècia, els tirans eren sovint aristòcrates que havien guanyat poder sobre d'altres aconseguint el suport dels pobres en oferir-los terres o llibertat de l'esclavatge.
El terme grec original significava un sobirà absolut que va arribar al poder sense dret constitucional, no obstant això, la paraula tenia una con notació neutral durant els períodes arcaic i clàssic primerenc.; simplement feia referència a qualsevol individu que havia enderrocat el govern establert d'una ciutat estat (sovint per mitjà del suport del poble) per convertir-se en dictador o hereu d'un dictador. El suport dels tirans provenia de les classes creixents de comerciants i dels pagesos que no tenien cap terra que llaurar o que tenien grans deutes. Si els tirans no eren pas aristòcrates no tenien el dret legal de regnar, però el poble els preferia en comptes dels reis i els altres aristòcrates. Els tirans grecs romanien en el poder contractant soldats mercenaris d'altres ciutats estat. Tot i aquesta connotació de neutralitat, el filòsof grec Plató veia la paraula tyrannos com una paraula negativa, i a causa de la influència decisiva de la filosofia en la política, les seves connotacions negatives van augmentar, continuant posteriorment en el període hel·lenístic.
Els filòsofs Plató i Aristòtil van definir a un tirà com una persona que governa sense llei, utilitzant mètodes extrems i cruels tant contra e l seu propi poble com contra els altres. L'Encyclopédie va definir el terme com un usurpador del poder sobirà que converteix a "els seus súbdits en víctimes de les seves passions i desitjos injustos, que substitueix per lleis". A finals dels segle v i IV a. C., va sorgir un nou tipus de tirà, que comptava amb el suport dels militars, específicament a Sicília.
Es poden aplicar acusacions de tirania a diferents tipus de govern:
- al govern per un individu (en una autocràcia)
- al govern d'una minoria (en una oligarquia, tirania de la minoria)
- al govern per majoria (en una democràcia, tirania de la majoria)

## Definició
"La paraula tirania s'usa amb molts significats, no sols pels grecs sinó al llarg de la tradició dels grans llibres". L'Oxford English Dictionary ofereix definicions alternatives: un governant, un governant il·legítim (un usurpador), un governant absolut (dèspota) o un governant opressiu, injust o cruel. El terme generalment s'aplica a autòcrates viciosos que governen als seus súbdits amb mètodes brutals. L'opressió, la injustícia i la crueltat no tenen mesures ni límits estan darditzats.
Els grecs van definir tant als usurpadors c om als qui van heretar el govern dels usurpadors com a tirans. Polibio (~ 150 a. C.) va indicar que eventualment, qualsevol forma de govern d'un sol home (monarquia/executiu) es corrompria i es convertiria en una tirania.
Les paraules antigues es defineixen pel seu ús històric. Les cites bíbliques no usen la paraula tirà, però expressen opinions molt similars a les dels filòsofs grecs, citant la maldat, crueltat i injustícia dels governants.
- "Com un lleó rugidor o un ós que ataca, és el governant pervers sobre un poble pobre. Un governant mancat d'enteniment és un opressor cruel, però el que odia el guany injust gaudirà d'una llarga vida". Proverbis 28: 15–16
- "Per justícia, un rei li dona estabilitat a la terra, però qui fa grans extraccions l'arruïna". Proverbis 29: 4

Els filòsofs grecs van emfatitzar la qualitat del govern més que la legitimitat o l'absolutisme. "Tant Plató com Aristòtil parlen del rei com un bon monarca i del tirà com un dolent. Tots dos diuen que la monarquia, o el govern d'un sol home, és real quan és pel benestar dels governats i tirànic quan només serveix l'interès del governant. Tots dos fan de l'anarquia, ja sigui u na violació de les lleis existents o el govern per mandat personal sense lleis establertes, una marca de tirania".
Els filòsofs de la Il·lustració semblaven definir la tirania per les seves característiques associades.
- "Al sobirà se li diu tirà que no coneix més lleis que el seu capritx". Voltaire a un diccionari filosòfic
- "On acaba la llei comença la tirania". Locke en dos tractats de govern.

Alguns autors consideren que els mals resultats són relatius i citen a alguns tirans com a exemples de governs autoritaris que podrien ser beneficiosos (per exemple, Mustafa Kemal Atatürk de Turquia), no obstant això hi ha una valoració molt subjectiva. [13] Aquells que enumer en o classifiquen als tirans poden proporcionar definicions i criteris de comparació o reconèixer la subjectivitat. Els criteris comparatius poden incloure llistes de verificació o recomptes de cad àvers. Tenir en compte les morts en la guerra és problemàtic: la guerra pot construir imperis o defensar a la població, també continua guanyant tirans en el poder.
"Qin Shi-Huang Di és el primer empera dor de la Xina. Va unir set regnes separats en una sola nació. Va construir la Gran Muralla i va ser enterrat amb els soldats de terracota. Els xinesos tenen sentiments oposats sobre ell. Estan orgullosos de la nació que va crear, però era un tirà maníac ". - Gene Luen Yang 
Els líders opressors han mantingut units alguns estats (Alejandre el Gran, Josip Broz Tito).
Un tirà modern podria defin ir-se objectivament per una violació comprovada del dret penal internacional, com els crims de lesa humanitat.
El pamflet d'Edward Sexby de 1657, "Killing, No Murder",  descrivia 14 trets clau d'un tirà, ja que el pamflet va ser escrit per a inspirar l'assassinat. d'Oliver Cromwell, i mostrar en quines circumstàncies un assassinat podria considerar-se honorable. El document complet reflexiona i fa referència a punts sobre el tema des de la història precristiana primerenca, fins al segle xvii, quan es va redactar el pamflet. Dels trets més predominants de la tirania descrits, "Killing, No Murder" emfatitza:
1. Servei de lideratge militar previ: els tirans són sovint ex capitans o generals, la qual cosa els permet assumir cert grau d'honor, lleialtat i reputació en assumptes d'estat.
2. Frau sobre la força: és probable que la majoria dels tirans manipulin el seu camí cap al poder suprem en lloc de forçar-lo militarment.
3. Difamació i/o dissolució de persones, intel·lectuals o institucions anteriorment respectables, i el desànim del pensament refinat o la participació pública en els assumptes estatals.
4. Absència o minimització d'aportacions col·lectives, negociació o debat (assemblees, conferències, etc.)
5. Amplificació de l'activitat militar amb el propòsit de distreure al públic, augmentar nous impostos o obrir camins comercials futurs.
6. Simbiosi ull per ull en les relacions domèstiques: per exemple, trobar permissibles les idees religioses en la mesura en què siguin útils i afalagadores al tirà; trobar als aristòcrates o la noblesa lloables i honorables en la mesura en què compleixin amb la voluntat del tirà o estiguin al servei del tirà, etc.
7. Pretén tenir inspiració de Déu
8. Simula l'amor a Déu i la religió.
9. Créixer o mantenir l'empobriment públic com una manera de llevar l'eficàcia de la voluntat del poble

A Escòcia, Lex Rex de Samuel Rutherford i A Hind Let Loose d'Alexander Shields van ser obres teològiques influents escrites en oposició a la tirania.

## Mètodes per a obtenir i conservar el poder
El camí cap a la tirania podia semblar fàcil i plaent per a tots, excepte per a l'aristocràcia. Un historiador del segle xx va dir:
| « | D'aquí, que el camí cap al poder a les ciutats comercials de Grècia fos senzill: atacar l'aristocràcia, defensar els pobres i arribar a una entesa amb les classes mitjanes. En arribar al poder, el dictador va abolir els deutes o va confiscar grans propietats, va imposar impostos als rics per finançar obres públiques o va redistribuir altrament la riquesa excessivament concentrada; i mentre atreia les masses a si mateix a través d'aquestes mesures, es va assegurar el suport de la comunitat empresarial promovent el comerç amb monedes estatals i tractats comercials, i elevant el prestigi social de la burgesia. Obligades a dependre de la popularitat en lloc del poder hereditari, les dictadures majoritàriament es van mantenir al marge de la guerra, van donar suport a la religió, van mantenir l'ordre, van promoure la moralitat, van afavorir l'estatus superior de la dona, van fomentar les arts i van prodigar ingressos per a l'embelliment de les ciutats. I totes aquestes coses les van fer, en molts casos, conservant les formes de govern popular, de manera que fins i tot sota el despotisme el poble va aprendre els camins de la llibertat. Quan la dictadura [del tirà] va haver servit per destruir l'aristocràcia, el poble va destruir la dictadura; i només calen uns quants canvis per fer de la democràcia d'homes lliures una realitat a més d'una manera. | » |

Els filòsofs grecs antics (que eren aristòcrates) van ser molt més crítics en informar sobre els mètodes dels tirans. La justificació per a enderrocar a un tirà estava absent de la descripció de l'historiador, però era fonamental per als filòsofs.

### Obtenció
A la República, Plató va afirmar: "El poble sempre té algun paladí a qui col·loquen sobre ells i el nodreixen fins a la grandesa. [... ] Aquesta i no una altra és l'arrel de la qual brolla un tirà; quan apareix per primera vegada és un protector".
Els tirans hereten el lloc d'un governant anterior, ascendeixen dins l'exèrcit/partit o prenen el poder com a empresaris. Els primers textos van dir tirans sol als empresaris, distingint-los dels "reis dolents". Tals tirans poden actuar com a arrendataris, en lloc de propietaris, de l'estat.
Els mètodes polítics per obtenir el poder es van complementar ocasionalment amb el teatre o la força. Pisístrat d'Atenes va culpar als enemics de les ferides autoinfligides per prendre el poder. Posteriorment va aparèixer amb una dona vestida com una deessa per a suggerir la sanció divina del seu govern. La tercera vegda va usar mercenaris per prendre i retenir posteriorment el poder.
Aristòtil (en l'obra Política, per exemple) i Niccolò Machiavelli (a El príncep) van fer extenses explicacions o recomanacions dels mètodes utilitzats pels tirans. Aquests són, en general, la força i el frau. Inclouen contractar guardaespatlles, provocar guerres per a sufocar la dissidència, purgues, assassinats i registres i confiscacions injustificats. Aristòtil va suggerir un mitjà alternatiu per a retenir el poder: governar amb justícia.
Els mètodes dels tirans per retenir el poder inclouen aplacar l'opinió mundial organitzant eleccions falsejades, usant o amenaçant amb usar la violència, i buscant el suport popular apel·lant al patriotisme i afirmant que les condicions han millorat.